# Hưng Hiếu vương
Hưng Hiếu vương (tiếng Trung: 興孝王; ? – 1352?), là một tông thất hoàng gia Đại Việt thời nhà Trần trong lịch sử Việt Nam.

## Thân thế
Không rõ thân thế của Hưng Hiếu vương. Chữ đầu trong tước phong của ông (Hưng) trùng với tước của Hưng Vũ vương Trần Quốc Nghiễn và Hưng Nhượng vương Trần Quốc Tảng, nên có khả năng ông là con của Hưng Đạo vương Trần Quốc Tuấn.

## Cuộc đời
Tháng 9 năm Đinh Sửu (1337), Thượng hoàng Trần Minh Tông phái Hưng Hiếu vương đến Đà Giang đánh dẹp người man Ngưu Hống. Hưng Hiếu vương hành quân bằng đường thủy ngược dòng sông Bạch Hạc, bất ngờ tập kích trại Trịnh Kỳ, chém được thủ lĩnh Xa Phần. Khi về kinh nhận thưởng, Hưng Hiếu vương xin được thưởng cho những người giữ thuyền giống trường hợp Trần Khánh Dư đánh dẹp Nam Nhung ngày trước, nhưng Thượng hoàng không cho là phải. Gia đồng của ông là Phạm Ngải lập nhiều công lao trong trận này, nhưng vì thân phận gia nô mà không được phong quan, chỉ được thưởng năm mảnh ruộng.
Khoảng 1342–1352, Chiêm Thành lâm vào cuộc nội chiến tranh chấp ngôi vua giữa vương tử Chế Mỗ và anh rể Chế A Nan. Hưng Hiếu vương được giao trông coi Hóa Châu để phòng ngừa. Trong thời gian này, Chế Mỗ nhiều lần hối lộ Hưng Hiếu vương để xin quân nhà Trần can thiệp. Hưng Hiếu vương dù nhận lời nhưng không hề xuất quân hay tâu về triều đình, chỉ khuyến khích Chế Mỗ sang Đại Việt tị nạn. Tháng 3 (ÂL) năm Nhâm Thìn (1352), Chế Mỗ thất bại, được Hưng Hiếu vương giúp đỡ chạy sang Đại Việt. Chế Mỗ dâng lên nhiều đồ quý để xin nhà Trần giúp đỡ.
Năm Quý Tỵ (1353), Chế Mỗ qua lại với gia nhi của Trần Minh Tông là Tước Tề để xin trợ giúp. Tháng 6 (ÂL), triều đình nhà Trần đồng ý cử quân đội đưa Chế Mỗ về nước, nhưng quân đội hành quân đến Cổ Lũy thì thất bại, phải rút về. Tháng 9 (ÂL), Chiêm Thành cho quân sang cướp bóc Hóa Châu, địa phương không chống cự nổi; triều đình phái Trương Hán Siêu cầm quân Thần Sách vào trấn giữ. Đến tháng 11 (ÂL) năm Giáp Ngọ (1354), Trương Hán Siêu mất, triều đình không còn quan viên nào đủ sức trấn thủ vùng biên nữa. Có khả năng Hưng Hiếu vương mất trong khoảng 1352–1353.

## Gặp thần sông
Trong chiến dịch đánh Ngưu Hống (1337), Hưng Hiếu vương đậu thuyền ở sông Bạch Hạc, gặp thần Phụ Vũ đại vương báo mộng hỏi: Năm trước vua có lệnh khen thưởng mà đến nay vẫn chưa thấy gì! Hưng Hiếu vương khi trở về tâu lại.
Thượng hoàng Minh Tông mới nhớ ra trong chiến dịch trước (1329), thuyền đi qua Bạch Hạc thì bị mắc cạn. Thượng hoàng khấn với thần sông: Nếu thuyền ngự đi được an toàn thì sẽ khen thưởng. Nay gia phong thêm hai chữ.

## Trong văn hóa
Trong tín ngưỡng thờ Đức thánh Trần có Tứ vị vương tử, trong đó người thứ ba thường được gọi là Hưng Hiến vương Trần Quốc Úy hoặc Hưng Hiếu vương Trần Quốc Uy.
Nhầm lẫn này có thể xuất phát từ tiểu thuyết Hưng Đạo vương của Phan Kế Bính (xuất bản năm 1914) khi cho rằng Hưng Hiến vương Trần Quốc Úy là con trai đứng hàng thứ hai và là một trong bốn vị vương tử của Trần Hưng Đạo. Đến Trần Trọng Kim (1919), lại nhầm Hưng Hiến vương thành Hưng Hiếu vương.